# 나카촌 (아오모리현)
나카촌(中村)은 아오모리현 니시쓰가루군에 설치되었던 촌이다.

## 연혁
- 1889년 4월 1일 - 정촌제 시행에 의해 니시쓰가루군 나카촌, 나가히라촌, 아시야치촌, 하마요코자와촌을 합병해 나카촌이 발족하였다.
- 1939년 8월 1일 - 나카쓰가루군 이와키촌이 편입되었다.
- 1955년 3월 31일 - 니시쓰가루군 아지가사와정, 아카이시촌, 마이도촌, 나루사와촌과 합병해, 아지가사와정을 신설해 소멸하였다